# Cratere Lessing
Lessing  è un cratere sulla superficie di Mercurio.